# Noam Sheriff
 Noam Sheriff (în ebraică: נועם שריף, n. 7 ianuarie 1935, Tel Aviv, Palestina sub mandat britanic – d. 25 august 2018, Netania, Israel) a fost compozitor israelian în domeniul muzicii culte, dirijor și pedagog, laureat al Premiului Israel (premiul de stat al Israelului) în domeniul cercetării muzicale în anul 2011.

## Biografia

### Anii de început
Sheriff s-a născut la Tel Aviv în 1935. sub numele Noam Zissel Sheriff. Tatăl, Meir Sheriff, era zidar, originar din Ucraina, iar mama, Tova, era casnică.  Din tinerețe s-a arătat talentat la compoziție și dirijat.
În timpul serviciului militar a fost cornist în Orchestra armatei.
A învățat la Tel Aviv cu Paul Ben Haim și Zeev Priel (Wolfgang Friedländer), iar, în paralel, a studiat la Universitatea Ebraică din Ierusalim filosofia și literatura ebraică. În timpul studiilor a înființat și dirijat orchestra Universității Ebraice.
În anul 1957, la inaugurarea Palatului Culturii din Tel Aviv (pe atunci - auditoriul F.Mann) Leonard Bernstein a ales să interpreteze cu Orchestra Filarmonică o creație a tânărului compozitor localnic Noam Sheriff, de 22 ani: Akdamut lamoed. Lucrarea a fost iarăși interpretată în 2017 sub bagheta lui Zubin Mehta și în prezența compozitorului, la aniversarea a 60 de ani a acestui auditoriu.  
Sheriff și-a continuat studiile la Berlin cu Boris Blacher (compoziția) și la Salzburg cu Igor Markevitch (arta dirijatului).

### Ca dirijor
Noam Sherif a dirijat permanent în Israel și în lume asupra creațiilor sale și a multor piese dintr-un repertoriu larg internațional.
Din anul  1973 și până în 1982 el a fost directorul muzical al Orchestrei de cameră a kibuțurilor, cu care a efectuat turnee de concerte in Europa, SUA și America centrală.
În această calitate a înființat seria de concerte 11:11 a acestei orchestre ,care continuă până astăzi. 
Între anii 1989-1995 Sherif a fost directorul muzical al Orchestrei Simfonice din Rishon Letzion, iar între anii 2002-2005 a fost directorul Orchestrei de cameră israeliene. În prima stagiune sub conducerea lui, în anul 2002, orchestra a obținut premiul presei și publicului. În aprilie 2004 a devenit directorul muzical și prim-dirijorul Noii Orchestre Simfonice din Haifa. La Haifa a întemeiat și un colectiv de operă.

### Cariera academică
Noam Sheriff a predat din anul 1963 compoziția și arta dirijatului.
A predat la Academia de muzică Rubin la Tel Aviv și la Ierusalim, la Musikhochschule din Köln și la Mozarteum din Salzburg.
Din anul 1990 a fost profesor de compoziție și dirijat la Academia de muzică din Tel Aviv, între anii 1998-2000 fiind rectorul acesteia.
Din anul 2010  a fost președintele Colegiului de muzică Hed din Kiryat Ono,lângă Ramat Gan, care a devenit în 2012 Școala înaltă de muzică din Kiriyat Ono, avându-l tot pe el ca decan.

### Compozitor
Noam Sheriff a integrat în creațiile sale inspirate de tradiția muzicii culte europene, elemente muzicale evreiești și din cultura popoarelor din bazinul mediteranean. Lucrări ale sale au fost înregistrate de orchestre însemnate precum Filarmonica din Berlin, Filarmonica israeliană, Orchestra Radio Bavaria, Orchestra BBC.   
După Akdamut la moed, au devenit cunoscute creații ca Shir Hamaalot 1959
Suită israeliană 1965, Chaconne 1968.
Dintre lucrările sale vocale, mai însemnată este trilogia:
- Mehayé Metim (Cel care învie morții) pentru orchestră, cor de bărbați, cor de băieți și doi cantori soliști - bariton și tenor, executat în premieră la inaugurarea Noii Opere la Amsterdam în 1987, cu participarea Filarmonicii din Tel Aviv. Creația se bazează pe tradiții muzicale ale evreilor din Europa de est și pe melodii din tradiția antică a samaritenilor. Ea cuprinde patru părți:

1. Viața evreilor în Diaspora, până la Holocaust. 2. Holocaust (Shoá) 3.Rugăciunile Kadish și Izkor, 4.Trezirea și Renașterea națională (Tehiá utkumá) 
- Patimi sefarde (Passion sfaradì) - premiera a avut loc la Toledo în Spania în anul 1992, în interpretarea Filarmonicii israeliene sub bagheta lui Zubin Mehta, cu tenorul Placido Domingo ca solist. Creația a fost comandată cu prilejul împlinirii a 500 ani  de la expulzarea evreilor din Spania și se bazează pe melodii evreiești sefarde.

3. Psalmii Ierusalimului (Tehilim shel Yerushalaim) - au fost interpretați în premieră la Ierusalim, în 1995  cu ocazia festivităților de 3000 ani ale orașului. Lucrarea a fost compusă pentru orchestră și patru coruri de copii, din mai multe colțuri ale lumii, care cântă psalmi în ebraică, și în latină.
În cinstea jubileului de 50 ani al Statului Israel, în anul 1998  Noam Sheriff a scris o nouă lucrare, Bereshit (Facerea) pentru orhestră și patru coruri de copii. Ea a fost interpretată în premieră de Filarmonica israeliană sub bagheta lui Zubin Mehta. Tot atunci, a fost interpretată din nou, la Memorialul Yad Vashem din Ierusalim lucrarea „Mehaye Metim”.   
Sheriff a compus , între altele, opera Golem 13 (2008) și un cvartet de coarde.

### Alte proiecte
La începutul anilor 1970 Noam Sheriff a prezentat la televiziunea israeliană seria de emisiuni „Kol Hamanghinot” (Toate melodiile), unde a analizat creațiile unor compozitori israelieni, ca Mordechai Zeira, Dov Seltzer etc. De asemenea, a prezentat la radio și la televiziune numeroase alte programe muzicale, a fondat și condus festivaluri muzicale, între altele, a fost consilier muzical al „Festivalului Israel” din Ierusalim.
Noam Sharif a locuit până la sfârșitul vieții în localitatea Even Yehuda si a incetat din viata în urma unui infarct de cord la Spitalul Lanyado din Netania. A fost înmormântat în cimitirul kibuțului Shfayim. El a fost căsătorit cu compozitoarea și cântăreața Ella Milch-Sheriff. Împreună au crescut pe fiul ei, Tal, și pe copilul lor comun, Aviv.
Un văr primar, Yaakov Mishori, fost prim-cornist al Filarmonicii israeliene, prezintă emisiuni muzicale la radio și scrie cărți pentru copii.

## Premii și distincții
- 2011 - Premiul de stat Israel
- Premiul Akum al Asociației creatorilor de literatură și muzică din Israel
- 2003 - Premiul Emet  pe anul 2003 pentru realizări profesionale și academice deosebite
- 1991  - Premiul Engel pentru muzică

## Legături exterioare
- situl lui Noam Sheriff
- pe situl Premiului Israel
- Sheriff pe situl Editurii Peters din Frankfurt am Main Arhivat în 18 iulie 2011, la Wayback Machine.
- pe situl Premiului EMET[nefuncțională]
- situl Noii Orchestre Simfonice din Haifa
- interviu de Hagay Hitron cu Noam Sharif, in ziarul Haaretz,22.3 2011